# Comuna Bobrîk, Romnî
Bobrîk (în ucraineană Бобрик) este o comună în raionul Romnî, regiunea Sumî, Ucraina, formată din satele Bobrîk (reședința), Lukașove și Novokalînivka.

## Demografie
Componența lingvistică a comunei Bobrîk
     Ucraineană (96,67%)
     Rusă (2,47%)
     Alte limbi (0,05%)
Conform recensământului din 2001, majoritatea populației comunei Bobrîk era vorbitoare de ucraineană (96,67%), existând în minoritate și vorbitori de rusă (2,47%).